# ポータブル空港
『ポータブル空港』（ポータブルくうこう）は、スタジオカジノ（スタジオジブリ）の劇場アニメ作品である。2004年5月29日、映画『キューティーハニー』と同時公開。監督は百瀬ヨシユキ、音楽と作品イメージは中田ヤスタカ。
『space station No.9』、『空飛ぶ都市計画』と続くSF3部作の第一作である。
2005年に、中田ヤスタカの所属するユニットCAPSULE（当時：capsule）が、東京都代官山駅周辺で当時営業されていたカフェUNICEとコラボした際、本作と次作『space station No.9』はカフェ店内で放映された。
のちに本作は、2009年8月26日に発売されたcapsuleのベストアルバム『FLASH BEST』の初回限定版DVDや、2019年7月17日に発売された『ジブリがいっぱいSPECIAL ショートショート 1992-2016』に収録された。